# Sciopero dei trasporti di Berlino del 1932

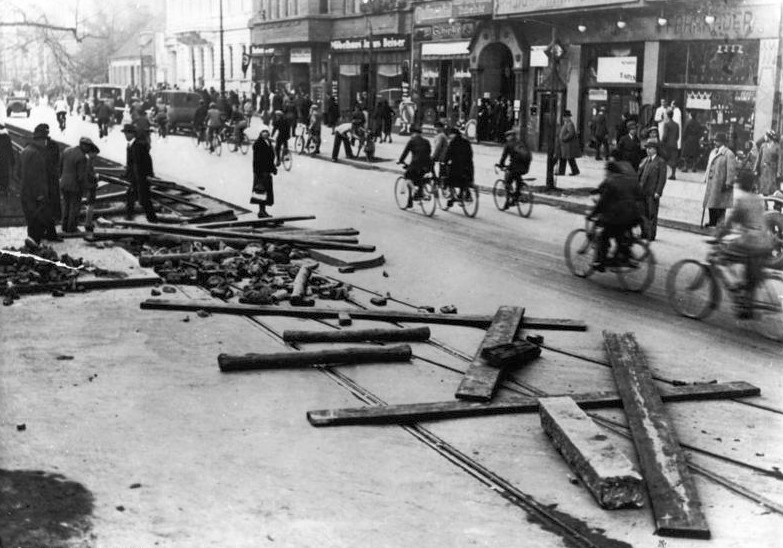
Sciopero della BVG 1932: i binari del tram a Berlino-Schöneberg vengono bloccati per fermare i mezzi guidati dai crumiri

Lo sciopero dei trasporti di Berlino del 3-7 novembre 1932, condotto da una parte dei dipendenti della Società berlinese dei trasporti (BVG), rappresentò il culmine di un'ondata di lotte operaie seguite al decreto di emergenza emanato il 5 settembre 1932 dal cancelliere del Reich Franz von Papen, che consentiva alle aziende di tagliare i salari. Lo sciopero fu indetto e organizzato dai sindacati affiliati al Partito Comunista di Germania (KPD) e al Partito Nazionalsocialista Tedesco dei Lavoratori (NSDAP), che fecero causa comune nell'intento di portare al collasso la Repubblica di Weimar.
A Berlino le strutture locali di NSDAP e KPD, che sostennero attivamente lo sciopero, erano guidate rispettivamente dal Gauleiter Joseph Goebbels, futuro ministro nel governo Hitler nonché personaggio di spicco del regime nazionalsocialista, e dal segretario provinciale Walter Ulbricht, che sarà poi il politico di maggior rilievo della Germania Est fino al 1971.

## Contesto storico
Nell'ambito del cosiddetto colpo di stato del 20 luglio 1932, il presidente del Reich Paul von Hindenburg aveva esautorato il consiglio dei ministri dello Stato libero di Prussia guidato dal socialdemocratico Otto Braun, e aveva quindi commissariato il governo del Land affidandolo direttamente al cancelliere del Reich Franz von Papen. 
Questi, nel settembre dello stesso anno, emanò due decreti d'emergenza: il giorno 4 il decreto per il rilancio dell'economia, ed a seguire, il giorno 5, il decreto per il rilancio dell'occupazione. Quest'ultimo dava alle aziende la facoltà di tagliare i salari, con lo scopo di invogliarle ad assumere più personale.
Iniziato immediatamente prima delle elezioni per il Reichstag del 6 novembre 1932, lo sciopero era diretto contro un taglio salariale negoziato tra la BVG e la Federazione dei lavoratori delle imprese pubbliche dei trasporti persone e merci, di orientamento socialdemocratico. L'accordo era stato un compromesso tra le richieste delle due parti. Inizialmente l'azienda aveva richiesto un taglio tra i 14 e i 23 pfennig l'ora. Il sindacato riuscì ad abbassare il taglio a 2 pfennig l'ora. Ciò provocò comunque a violente proteste da parte del KPD e del sindacato afferente al partito, l'opposizione rivoluzionaria sindacale (RGO).
Dei 22 000 dipendenti BVG, circa 1 200 appartenevano alla RGO, mentre 6 000 appartenevano alla Federazione. Circa 1 200 appartenevano al sindacato nazionalsocialista NSBO. Il resto dei dipendenti non era organizzato sindacalmente. La RGO aveva una posizione forte presso la BVG anche perché nel 1932 aveva iniziato a formare i cosiddetti comitati unitari. I rappresentanti di questi comitati tennero una conferenza comune il 29 ottobre. Dei 127 delegati, 27 appartenevano alla Federazione, 5 al sindacato dei ferrovieri, 5 al sindacato dei metallurgici e 52 alla RGO. Dei restanti delegati, la maggior parte non era organizzata, mentre un piccolo numero apparteneva all'NSBO. La conferenza nominò un "comitato di combattimento" per preparare una votazione tra la base che decretasse lo sciopero, come previsto dalla legge. Sotto la pressione propagandistica del KPD e del NSDAP, la Federazione non si vedeva più nella posizione di assumersi la responsabilità esclusiva per ulteriori sviluppi. Accettò quindi che la votazione si svolgesse con la partecipazione di tutti i dipendenti, invece che tra i soli membri dei sindacati, come era d'uso. Il 2 novembre partecipò alla votazione l'84% della forza lavoro. A favore dello sciopero votarono 14 471 lavoratori, 3 993 contro. Poiché con questi numeri si costituivano una maggioranza di tre quarti dei votanti, ma non dei dipendenti, secondo la normale prassi sindacale la sciopero non sarebbe stato da considerarsi approvato. Almeno questo era il punto di vista della Federazione, che voleva assolutamente impedire uno sciopero che non riguardasse solo richieste salariali ma che fosse visto dalla RGO come uno sciopero politico. Questa posizione però non poteva essere imposta ad una forza lavoro radicalizzata e in gran parte non organizzata. Infatti il 2 novembre si arrivò all'elezione di un comitato unico per l'organizzazione dello sciopero, nel quale la RGO riuscì ad assicurarsi una posizione dominante. Nel comitato furono eletti anche esponenti della Lega sindacale tedesca generale (ADGB), oltre a lavoratori non sindacalizzati e due membri dell'NSBO.

## Obiettivi dei partiti
L'inclusione dell'NSBO nella direzione dello sciopero corrispondeva in quel momento alla linea del KPD. Nell'autunno del 1932, il segretario generale del KPD Ernst Thälmann commentò: "per far partire gli scioperi nelle aziende [...] l'ammissione dei nazisti nei comitati di sciopero [...] è assolutamente necessaria e desiderata". Alla base di questo commento c'era il tentativo di modificare dal basso la cosiddetta «tattica del fronte unico». Invece di rivolgersi ai sostenitori del Partito Socialdemocratico di Germania (SPD), si preferì applicare questa tattica approcciandosi ai nazionalsocialisti. Una delle ragioni di ciò era che l'SPD, diffamato come partito "socialfascista", e la burocrazia sindacale riformista da esso dominata, come diceva il KPD, erano ancora considerati i principali oppositori del partito comunista.
L'NSDAP prese parte allo sciopero per ragioni tattiche. Poiché si aspettava comunque un calo di voti nella classe borghese alle vicine elezioni, riguardi verso questa parte dell'elettorato non giocarono un ruolo decisivo nella decisione. Per Joseph Goebbels, allora Gauleiter di Berlino, era più importante far breccia nell'elettorato operaio: «Prima di queste elezioni abbiamo un'altra grande opportunità per mostrare al pubblico che il nostro corso antireazionario è davvero sentito e voluto dall'interno, e che l'NSDAP è nei fatti un nuovo tipo di azione politica e un allontanamento consapevole dai metodi borghesi». Mentre gli elettori borghesi si sarebbero potuti riconquistare in seguito, diverso era il discorso per gli operai: «ma una volta perso l'operaio, è perduto per sempre». L'evidente radicalismo sociale dell'NSBO e dell'NSDAP nel suo insieme, come era emerso durante lo sciopero, rafforzò la tendenza negativa alle elezioni per il Reichstag del 6 novembre, come temuto dai vertici dell'NSDAP, però non ci fu l'auspicata breccia nell'elettorato operaio. Il KPD invece ottenne 2 milioni di voti in più rispetto alle elezioni precedenti, così come il Partito Popolare Nazionale Tedesco (DNVP), che guadagnò gli elettori persi dall'NSDAP.

## Svolgimento dello sciopero

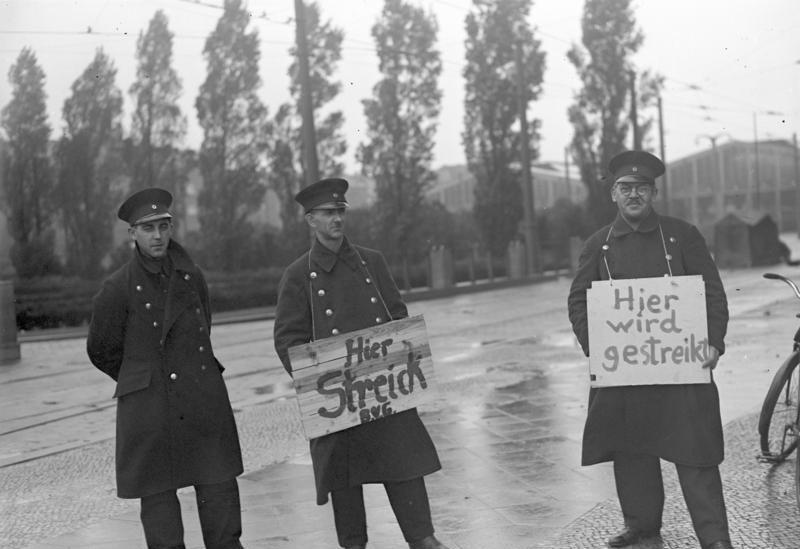
Picchetto di tranvieri di fronte al deposito di Müllerstraße a Berlino

Il 3 novembre lo sciopero paralizzò tutti i trasporti pubblici locali di Berlino. La lotta operaia, che godette di grande simpatia tra i lavoratori di Berlino, fu appoggiata dagli apparati propagandistici del KPD e del NSDAP. Il deputato del Reichstag Albert Kayser, KPD, ex presidente del comitato sindacale dei lavoratori della BVG, poi licenziato, diresse i preparativi dello sciopero in stretta consultazione con il Comitato centrale del KPD.
Il giornale socialdemocratico Vorwärts fece appello ai dipendenti ad orientarsi verso i sindacati «e non là dove si vorrebbe cucinare una zuppa di partito comunista o nazionalsocialista sul fuoco di uno sciopero dei salari».
Il governo del Reich non considerò lo sciopero come uno sciopero salariale, poiché i salari erano ben al di sopra di quelli della Reichsbahn, ma come una prova di forza politica da parte del KPD. Secondo la valutazione del governo, l'effettiva cooperazione tra il KPD e l'NSDAP durante lo sciopero sarebbe stata piuttosto scarsa. Il governo vedeva chiaramente il KPD come la forza trainante. Le misure di repressione da parte dello Stato furono quindi dirette contro i comunisti. Il giornale di partito Die Rote Fahne fu temporaneamente vietato.
I sindacati colsero l'occasione per migliorare la propria posizione, respingendo un primo tentativo di mediazione che sostanzialmente confermava il risultato dei negoziati precedenti. Quando poi la mediazione fu considerata definitiva e vincolante, i sindacati esortarono ai propri membri a riprendere il lavoro. In caso di rifiuto, per i dipendenti incombeva il licenziamento senza preavviso da parte della direzione dell'azienda. Di conseguenza, la notte del 4 novembre la polizia effettuò numerosi arresti, parte dei quali arbitrari. Il giorno seguente, tre manifestanti furono uccisi dalla polizia e altri otto feriti gravemente. Il 6 novembre si svolsero le elezioni per il Reichstag, che significarono un incremento di voti per il KPD soprattutto nei quartieri operai di Berlino, e un calo per l'SPD e il NSDAP (quest'ultimo principalmente nei quartieri borghesi della capitale). Quando il fronte dello sciopero si sfaldò, il 7 novembre la direzione unica dello sciopero cessò ogni attività.
Da quel momento in poi, i socialdemocratici videro lo sciopero della BVG come un ottimo esempio di fronte unito antirepubblicano di Nazis e Kozis.